# المؤتمر اليهودي العالمي
المؤتمر اليهودي العالمي هو اتحاد دولي للمنظمات اليهودية مؤيد للحركة الصهيونية التي عملت على إقامة دولة إسرائيل على حساب العرب الفلسطينيين في فلسطين. وهو يشمل أكثر من سبعين منظمة يهودية مناصرة للحركة الصهيونية في أكثر من 70 دولة. ويسعى المؤتمر لتقوية الوحدة بين اليهود، وللحفاوظ على العادات الثقافية، والدينية، والاجتماعية اليهودية. ويؤكد المؤتمر على أهمية إسرائيل بوصفها مركزًا للتراث اليهودي. وهو يصدر مطبوعات حول الموضوعات الاقتصادية والسياسية والاجتماعية المختلفة، ويتولى الإنفاق على معهد الشؤون اليهودية بلندن الذي يجري أبحاثًا تناقش المشاكل المختلفة التي تواجه اليهود. تأسس المؤتمر اليهودي العالمي عام 1936، ويتخذ من مدينة نيويورك مقرًا له.
المؤتمر اليهودي العالمي
بموجب تصريح النوايا
, للمؤتمر، الهدف الرئيسي للمؤتمر اليهودي العالمي هو العمل كالذراع الديبلوماسي للشعب اليهودي. فيمكن لكل مجموعة يهودية ممثلة أو جالية أن تنضم إلى المؤتمر بالعضوية من دول ذات خلفيات قد تكون مختلفة سياسيا أو اقتصاديا. فيكون المقر الرئيسي للمؤتمر اليهودي العالمي في مدينة نيو يورك، ومكاتب دولية إضافية في بروكسل - بلجيكا، القدس - فلسطين، باريس – فرنسا، موسكو - روسيا، بوينوس ايريس - الأرجنتين، وجنيف – سويسرا

## تنظيم وهيئات ذات علاقة
يتكون المؤتمر من خمسة فروع إقليمية: المؤتمر اليهودي العالمي شمال أمريكا، المؤتمر اليهودي لأمريكا اللاتينية، المؤتمر اليهودي الأوروبي المؤتمر اليهودي الأورو-أسياوي والمؤتمر اليهودي إسرائيل. وبالإضافة جاليات يهودية من 100 بلدا المنتمية مباشرة إلى المؤتمر اليهودي العالمي بما فيها عدة دول عربية مثل مصر والمغرب وتونس الغرب
.
الهيئة العليا لإتخاذ القرارات في المؤتمر هي الجمعية العامة التي تجتمع كل أربع سنوات وتنتخب اللجنة التنفيذية للمؤتمر. بين اجتمعات الجمعية، تتم لقاءات اللجنة التنفيذية في العادة سنويا. المنظمات اليهودية المنتمية تبعث مندوبين لهاتين الهيئتين التابعة إلى المؤتمر، ويكون عدد المندوبين من كل جالية حسب حجمها.

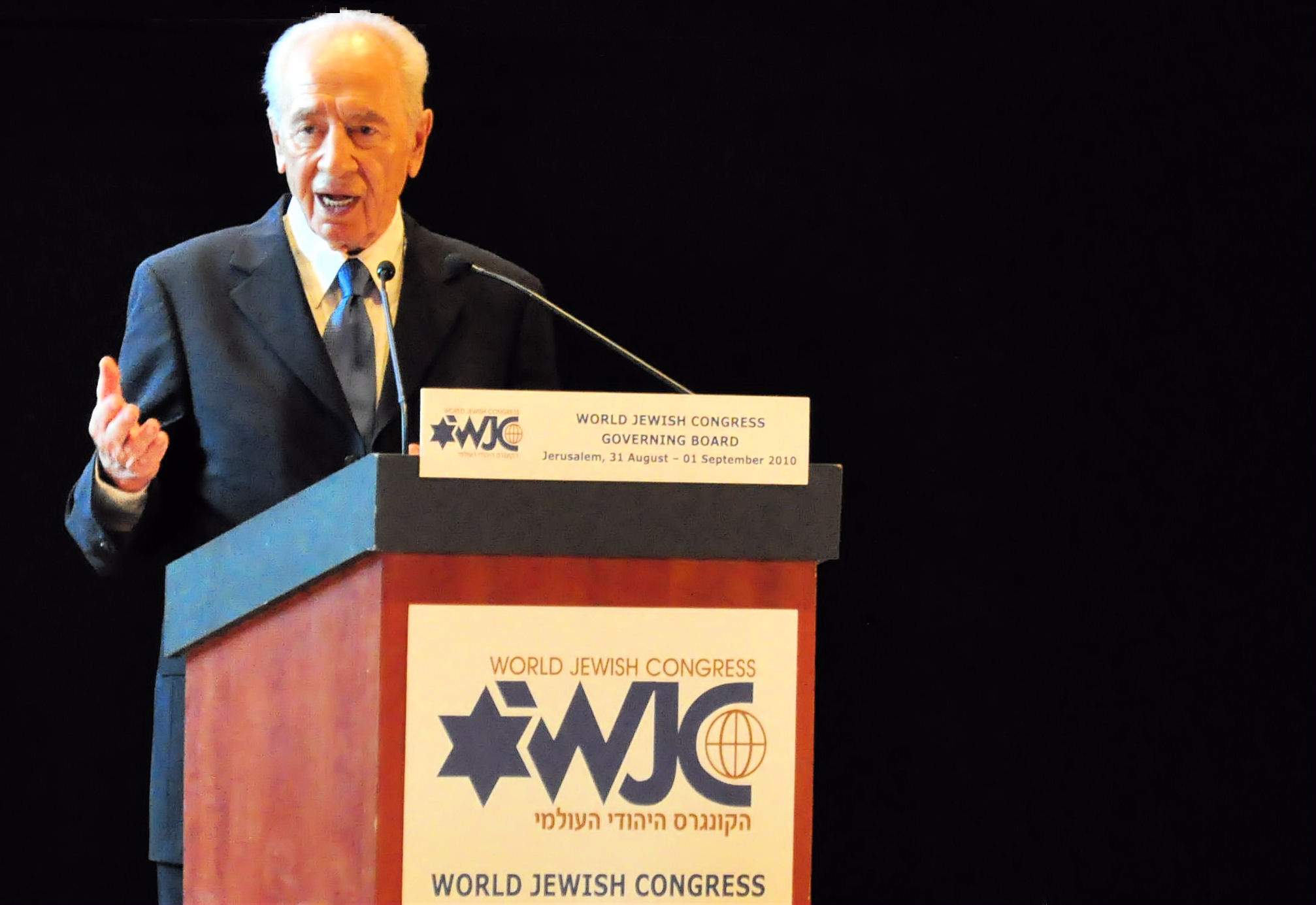
الرئيس الإسرائيلي شمعون بيرس يلقي كلمته أمام اللجنة التنفيذية للمؤتمر في القدس آب/أغسطس 2010.

 وشمل اللقاء الأخير للجمعية العامة على أكثر من 400 مندوبا من 62 بلادا وعقد في القدس في كانون الثاني/يناير 2009. وتم قبول قوانين جديدة بدلا من الدستور من 1975 للمؤتمر. .
ويدير المؤتمر أيضا معهد بحوث في أورشليم القدس، إسرائيل. . فيقوم المعهد بأعمال بحث وتحليل في مواضيع شتى تكون ذات أهمية لليهودية المعاصرة. فتنشر نتائج البحوث في نشرات سياسية.
المجلس الإسرائيلي للعلاقات الخارجية يعمل تحت إشراف المؤتمر اليهودي العالمي في إسرائيل ومنذ إنشاء المجلس في 1989 وحتى الآن قام باستضافة رؤساء دول، رؤساء حكومات، وزراء الخارجية وضيوف كبار آخرين في إسرائيل ونشرت عدة منشورات عن السياسة الخارجية والشؤون الدولية بما فيها مجلة العلاقات الخارجية التابعة إليها Israel Journal of Foreign Affairs.
وتكون الأهداف السياسية الراهنة للمؤتمر الحصول على دعم لإسرائيل ومكافحة اللاسامية ومواجهة التهديد الإيراني التعامل مع تراث الهولوكوست وخاصة إعادة ممتلكات وتعويض الذين نجوا الهولوكوست وبالإضافة إحياء ذكر الهولوكوست. فتكون أحد البرامج الرئيسية اللاجئين اليهود من الدول العربية كما يكون المؤتمر مرتبطا بحوار بين الأديان مع مجموعات مسيحية ومسلمة.

## الزعامة الراهنة للمؤتمر اليهودي العالمي
في الاجتماع ال13 للجمعية العامة في القدس في كانون الثاني/يناير 2009 رونالد س. لؤودر انتخب رسميا وبالإجماع رئيسا للمؤتمر بعد أن كان يشغل منصب الرئيس بالنيابة.

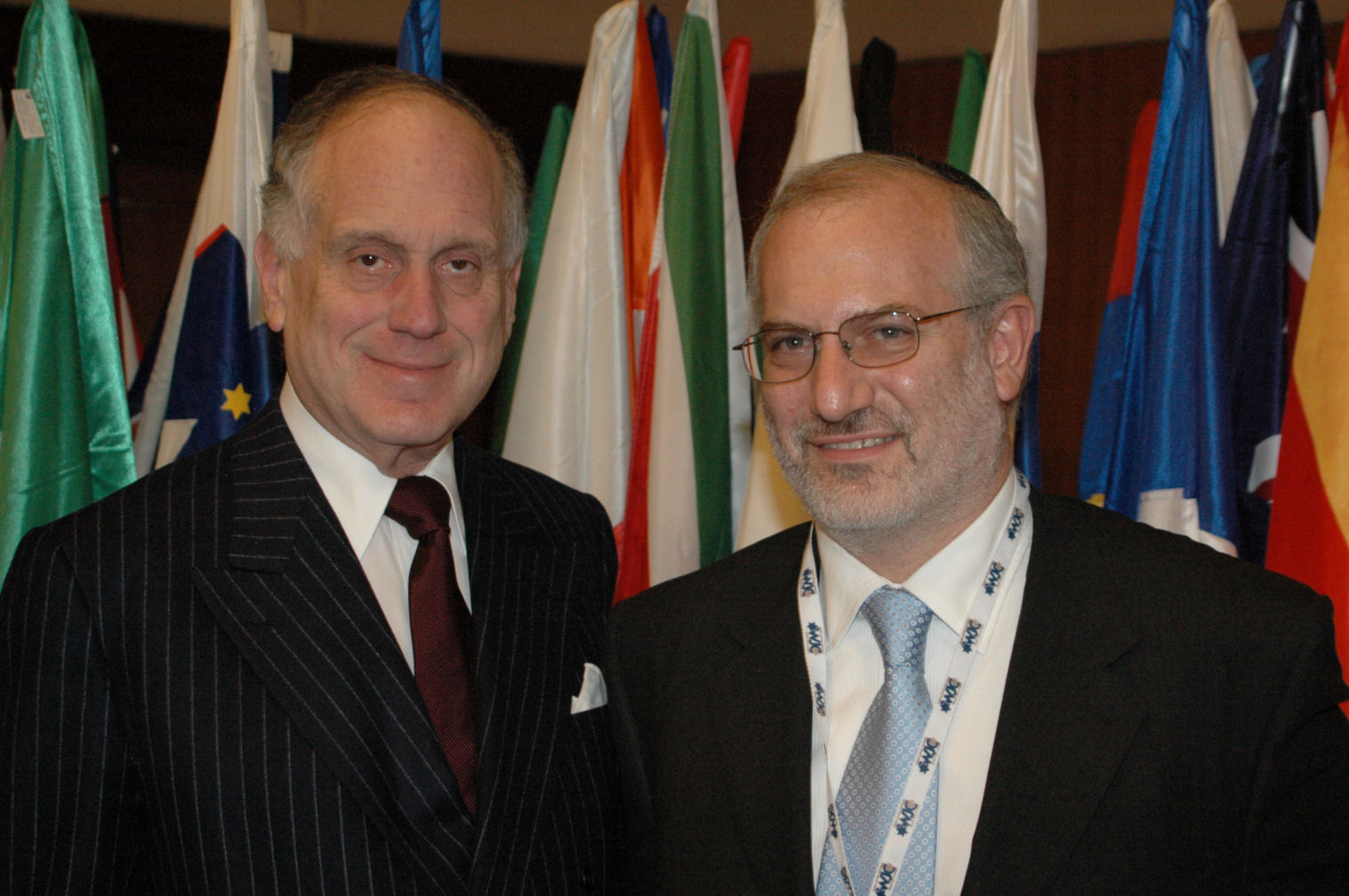
رئيس المؤتمر رونالد س. لؤودر على اليسار وادواردو السزتين رئيس اللجنة التنفيذية في يناير 2009.

 رجل الأعمال الأرجنتيني أدواردو السزتين انتخب رئيسا للجنة التنفيذية التابعة إلى المؤتمر. جاكوب بيناتوف من إطاليا انتخب كأمين صندوق المؤتمر بدلا من السزتين. فانتخبوا ال400 مندوب في الجمعية العامة عدة نواب لرئيس المؤتمر اليهودي العالمي: يعاكوف بليش (أوكراينا) هيلينة جلاسير (إسرائيل) روبرت جوت (أستراليا) فلو كاوفمان (برطانيا) شرلوط كنوبلوش (ألمانيا) توماس كراوس (الجمهورية التشكية) تامار شحوري (إسرائيل) مارك شنيير (الولايات المتحدة الأمريكية) ومروين سميث (جنوب إفريقيا).
وبالإضافة إلى ذلك تم تعيين نواب رئيس من الفروع الإقليمية: روجير كوكيرمان فرنسا (للمؤتمر اليهودي الأوروبي، موشيه رونين، كانادا للمؤتمر اليهودي الشمال أميركي، ادوارد شيفرين، روسيا (للمؤتمر اليهودي الإيرو أسياوي) وسارا وينكوفسكي، أوروجواي (المؤتمر اليهودي لأمريكا اللاتينية). وحسب تحديد مناصبهم أعضاء اللجنة التنفيذية هم رؤساء الفروع الخمسة خاليا فاديم شولمان من أوكراينا (المؤتمر الأيرو أسياوي) فياتسلاف موشيه كانتور من روسيا (المؤتمر اليهودي الأوروبي) أيفيلين شومير من الولايات المتحدة الأميركية (المؤتمر اليهودي شمال أمريكا) جاك تربينس برازيل (المؤتمر اليهودي أميركا اللاتينية) وشي حرميش (المؤتمر اليهودي العالمي إسرائيل).
بالإضافة إلى ذلك تشمل اللجنة التنفيذية على ميناحيم ز. روسينسافت (الولايات المتحدة), الذي يشغل منصب المستشار القانيني للمؤتمر، وليئور هيرمان (إسرائيل) وعميحاي ماجين (إسرائيل) ومارك شاباد (روسيا) والأمين العام السابق للمؤتمر اليهودي العالمي ميخائيل شنيدر (الولايات المتحدة الأمريكية) 
فتوجد لجنة أصغر منها وهي اللجنة التوجيهية التي تدير الأعمال اليومية للمؤتمر اليهودي العالمي، وهي مكونة من الرئيس ورئيس اللجنة التنفيذية أمين الصندوق ورؤساء المؤتمرات الإقليمية الخمسة. .
ففي شهر حزيران / يونيو 2011 تم تعيين المحلل للشؤون الخارجية (المولود في نيو يورك) السيد دان ديكر لمنصب الأمين العام الجديد للمؤتمر اليهودي العالمي.
.

## تأريخ المؤتمر
تأسس المؤتمر اليهودي العالمي في جنيف، سويسرا في آب / أغسطس 1936 كرد فعل لظهور النازية وصعود موجة اللاسامية الأوروبية. ومنذ تأسيسه كان بمثابة هيئة دائمة مع مكاتب في كل أنحاء العالم. الأهداف الرئيسية للمنظمة كانت "حث الشعب اليهودي والقوى الديموقراطية ضد المهاجمة النازية", و"الكفاح من أجل حقوق سياسية واقتصادية متماثلة في كل مكان وخاصة في مركز وشرقي أوروبا" و"مأوى وطني يهودي في فلسطين" ولخلق هيئة يهودية عالمية ممثلة المبنية على مبدأ الوحدة للشعب اليهودي، منظمة بصورة ديموقراطية وقادرة على العمل في أشياء ذات اهتمام مشترك"
”.

## المنظمات السابقة (1917-1936)
المنظمات السابقة للمؤتمر اليهودي العالمي هي [[المؤتمر اليهودي الأميركي وComité des Délégations Juives المنظمة الأخيرة قد تأسست في آذار / مارس 1919 لتمثيل الجاليات اليهودية في مؤتمر السلام في باريس وترافع من أجل حقوق الأقليات اليهودية في عدة دول بما فيها حقوق اليهود في معاهدة Sèvres (1920) واتفاقيات خاصة مع دول شرق أوروبيا أصغر. وترأس اللجنة الصهيوني الروسي ليؤو موتزكين وهي شملت على بعثات من كل من فلسطين، الولايات المتحدة الأميركية، كانادا، روسيا، أوكرائينا، بولاندا، غاليسيا الشرقية، رومانيا، تراسيلفانية، بوكوفينا، تشيكوسلوفاكيا، إيطاليا، يوغوسلافيا، اليونان وممولة رئيسيا من قبل المنظمة الصهيونية العالمية. .
في كانون الأول / ديسمبر 1917 المؤتمر اليهودي الأميركي أتخذ قرارا ب«حشد مؤتمر يهودي عالمي لما يسود السلام بين الأمم المتحاربة في أوروبا». في 1923 قام موتسكين بزيارة إلى الولايات المتحدة وألقى كلمته أمام اللجنة التنفيذية للمؤتمر اليهودي الأميركي «مطالبا باقامة مؤتمر عالمي لليهود ليبحث في الشروط المتاحة لليهود في بعض البلدان ولخلق طرق ووسائل للحماية الفعالة للحقوق اليهودية. .» وتم تنظيم مؤتمرات بالتعاون بين موتسكين وزعماء المؤتمر اليهودي الأميركي جوليان مال وستيفن ويز في لندن 1926 وزوريخ 1927. وحضر المؤتمر في زوريخ 65 يهوديا من 13 دولة يمثلون 43 منظمة يهودية رغم أن المجموعات اليهودية الرئيسية من بلجيكا، برطانيا، فرنسا، ألمانيا، إيطاليا وهولندا بما في ذلك منظمة المؤتمر اليهودي الأميركي لم تلب الدعوة إلى المؤتمرات. .
عقد المؤتمر اليهودي العالمي التمهيدي الأول في جنيف في آب/أغسطس عام 1932. وترأس اللجنة التمهيدية ناحوم جولدمان الذي كان من أهم المطالبين بإقامة هيئة ممثلة دولية لليهود. حيث حدد جولدمان هدف المؤتمر اليهودي العالمي كما يلي:
«تأسيس عنوان دائم للشعب اليهودي في حال تفكك الحياة اليهودية والجاليات. يتطلب تأسيس تمثيل حقيقي، شرعي، جماعي لليهودية الذي يكون مخول لتتكلم باسم 16 مليون يهودي أمام الأمم والحكومات في العالم، وإلى اليهود نفسهم أيضا. .»
وأقر المؤتمر برامج لتأسيس منظمة جديدة في عام 1934 ويكون مقرها الرئيسي في نيو يورك والمكاتب الأوروبية في برلين
. وفي رسالة دعا المندوبون لتوحيد الشعب اليهودي كالوسيلة الفعالة الوحيدة أمام المخاطر. واليهود حسب التصريخ يتطلب أن يستندوا على قوتهم الذاتية مع مساعدة المجموعات المأدبة في العالم التي لم «يتسمموا» من اللاسامية بعد. وأضافوا: إن المؤتمر اليهودي العالمي لا يهدف لتضعيف أي منظمة موجودة بل لدعمهم ولتشجيعهم.
." وتستند المنظمة الجديدة على "مبدأ الشعب اليهوي كأمة ومخولة ومضطرة لمواجهة كل المشاكل المتعلقة بالحياة اليهودية. ."
وفي صيف 1933, بعد ظهور أدولف هتلر وحزبه في ألمانيا، دعا رئيس المؤتمر اليهودي الأميركي برنارد دويتش المنظمات اليهودية الأميركية لدعم تأسيس المؤتمر اليهودي العالمي «لإثبات جدية موقفنا» من أجل اليهود المضطهدين في ألمانيا.
.

## تأسيس المؤتير
تأسست بعد مؤتمرين تمهيدين إضافيين في 1933 و1934 الجمعية العامة الأولى التي اجتمعت في جنيف في آب / أغسطس 1936 المؤتمر اليهودي العالمي كمنظمة دائمة وديموقراطية حيث من اللازم ان تكون الانتخابات لمنصب المندوب لهذه الجمعية مبنية على مبادئ ديموقراطية، يعني سرية، مباشرة ونسبية. ألمندوبون الأميركيون ال52 مثلا انتخبوا في مؤتمر انتخابي انعقد في واشنطن دي.سي. في 13-14 من حزيران / يونيو 1936 بمشاركة 1000 ممثلا من 99 جالية من 32 ولاية أميركية. .
إن الهدف المنشود للمؤتمر اليهودي العالمي هي الوحدة اليهودية وتعزيز النفوذ السياسي اليهودي لضمن بقاء الشعب اليهودي بما في ذلك تأسيس دولة يهودية. .
اجتمع 230 مندوبا الممثلون 32 بلدان في الجمعية الأولى للمؤتمر اليهودي العالمي. وفي كلمته في مؤتمر صحفي في جنيف هاجم ستيفن س. ويز يهود من ألمانيا لمعارضتهم للمؤتمر اليهودي العالمي، فقال: «أرجو أن أوضح أن المؤتمر ليس ببرلمان، ولا محاولة لخلق برلمان حيث يكون بمثابة جمعية لمندوبين من الجاليات اليهودية التي تعتبر نفسها متعلقة بحماية حقوق اليهود. والمؤتمر لن يكون شامل حتى لا يختاروا كل اليهود التمثيل عبرها. .»
ورغم أن المندوبون انتحبوا القاضي الفيديرالي الأميركي جوليان مارك كرئيس شرف للمؤتمر اليهودي العالمي، قد عين ويز رئيسا (شيرمان) للجنة التنفيذية للمؤتمر اليهودي العالمي حيث كان الزعيم بالفعل للمؤتمر. كما عين ناحوم غولدمان رئيسا للجنة الإدارية.
فقاموا أعضاء الإدارة الجديدة للمؤتمر اليهودي العالمي فورا بإعلان تصريح طالبوا فيه الحكومة البريطانية لئلا يوقفوا الهجرة إلى فلسطين وقاموا بتقديمه للدبلوماسيين البريطانيين في برن، سويسرا.
.

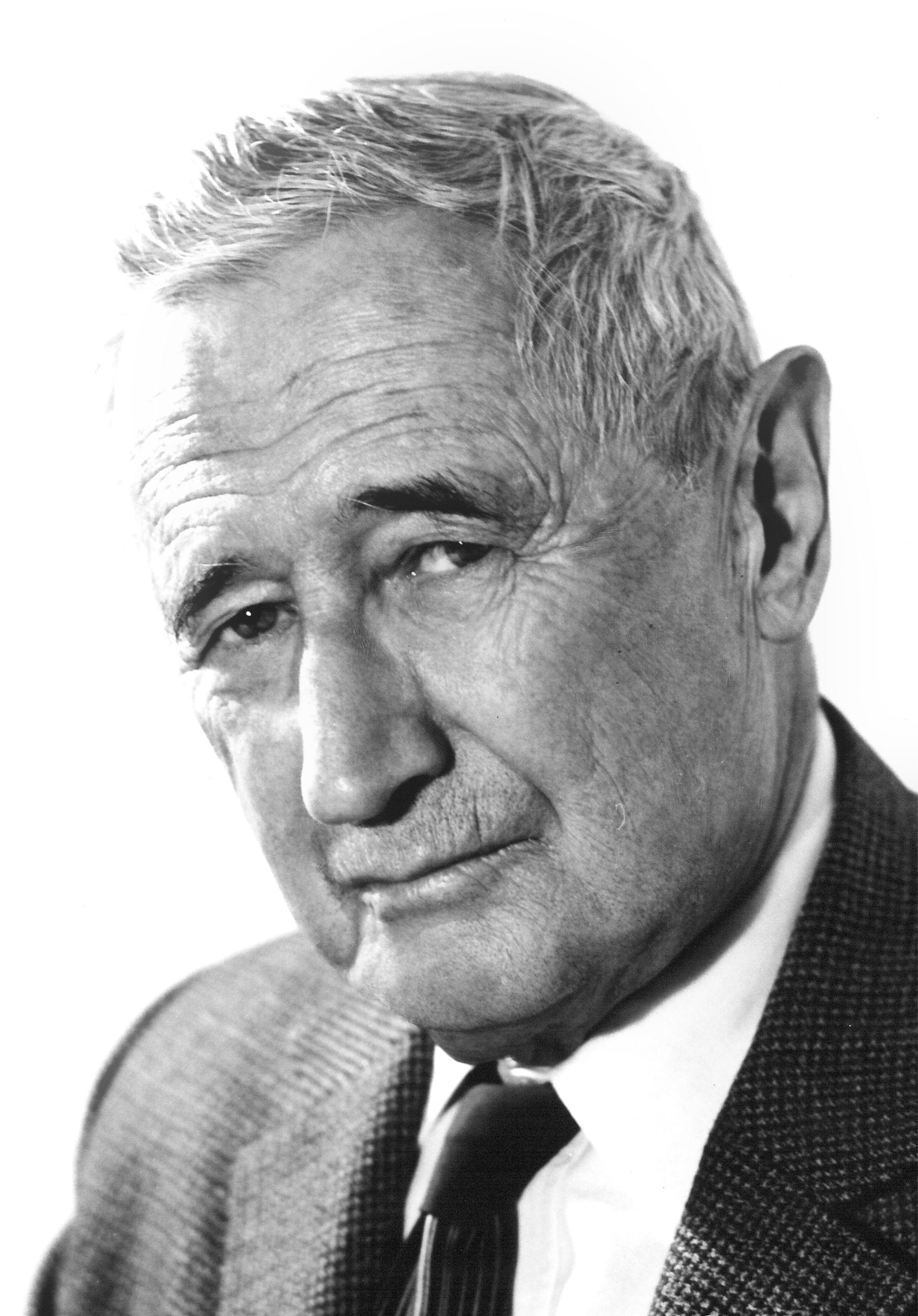
Nahum Goldmann ناحوم غولدمان مؤسس شريك ورئيس المؤتمر اليهودي العالمي 1949-1977

المؤتمر اليهودي العالمي اختار باريس كمقره وفتح مكتب ارتباط لعصبة الأمم في جنيف، حيث كان الرئيس الأول المحامي الدولي *السويسري والمستشار القانوني بؤول جوجنهييم وبعد منه جرهارت ريغنير الذي قام بالفعل بأداء دور السكريتير لجوجنهييم. .
خلال مكافحة المؤتمر ضد اللاسامية المتزايدة في أوروبا، قام المؤتمر بممارسة سياسة مزدوجة: في البيئتين السياسية والقانونية (بصورة رئيسية إقناع عصبة الأمم وتصريحات علنية من جهة، ومحاولة لتنظيم مقاطعة على منتوجات من دول مثل ألمانيا النازية من جهة. ومع الأخذ بعين الاعتبار لضعف عصبة الأمم تجاه ألمانيا والسعي الناجح للنظام النازي لتجنب المقاطعة الاقتصادية لمنتوجات ألمانيا، لم تكون كل من المسلكتين للمؤتمر فعالة.
.
وبعقب هجومات تشرين الثاني / نوفمبر ضد اليهود في ألمانيا المسماة كريستالنخت (ليلة البلور) قتل فيها 91 يهوديا على الأقل وتم هدم كثير من معابد ومتاجر اليهود، أدلى المؤتمر اليهودي العالمي بتصريخ: "بالرغم من الأسف الشديد للمؤتمر على اطلاق النار القاتل على مسؤول في السفارة الألمانية من قبل شاب يهودي بولاندي عمرة 17 سنة، فهي ترى نفسها مضطرة أن تحتج ضد هجومات عنيفة من قبل الصحافة الألمانيا ضد اليهود أجمع لهذا السبب هذا العمل وخاصة أن تحتج ضد أعمال الانتقام ضد يهود ألمانيا بعد الجريمة.
."
ومع اندلاع الحرب العالمية الثانية في أيلول / سبتمبر 1939 تم نقل مقر المؤتمر اليهودي العالمي من باريس إلى جنيف لتسهيل الاتصالات مع الجاليات اليهودية في أوروبا. وفي صيف 1940, لما كان معظم بلدان أوروبا قد سقطوا تحت حكم الاحتلال النازي تم نقل مقر المؤتمر اليهودي العالمي إلى نيو يورك وتم تأسيس مكتب خاص للمؤتمر اليهودي العالمي في لندن. وكانت مهمة الفرع البريطاني للمؤتمر اليهودي العالمي العمل كالممثل الأوروبي للمنظمة. .
وقد قام عدد من أعضاء المكاتب الأوروبية للمؤتمر اليهودي العالمي بالهجرة إلى الولايات المتحدة عندما نقل المؤتمر مقره إلى هناك حيث كانت في مكتب نيو يورك حول الأربعينات المصالح الرئيسية التالية: القسم السياسي، المعهد للشؤون اليهودية (بحث وعمل قانوني), الغوث والإنقاذ، قسم الثقافة والتربية (أو القسم الثقافي) وقسم تنظيم. وفي 1940 تم افتتاح مكتب تمثيل في بوينوس ايريس الأرجنتين. .

## جهود المؤتمر اليهودي العالمي خلال الهولوكوست وآثاره
وكانت الأولاويات الأساسية للمؤتمر تشمل على حماية حقوق الأقليات اليهودية، ومكافحة اللاسامية في أوروبا ومنح الغوث الطارئ لليهود الذين يهربون من الاضطهاد النازي. وركز أيضا المؤتمر اليهودي العالمي على أمن اللاجئين اليهود وضحايا الحرب. وفي 1939 أسس المؤتمر اليهودي العالمي لجنة إغاثة للاجئي الحرب اليهود (RELICO) التي عملت بالتعاون من اللجنة الدولية للصليب الأحمر لحماية اليهود في البلدان التي كانت تحت سيطرة نازية. .

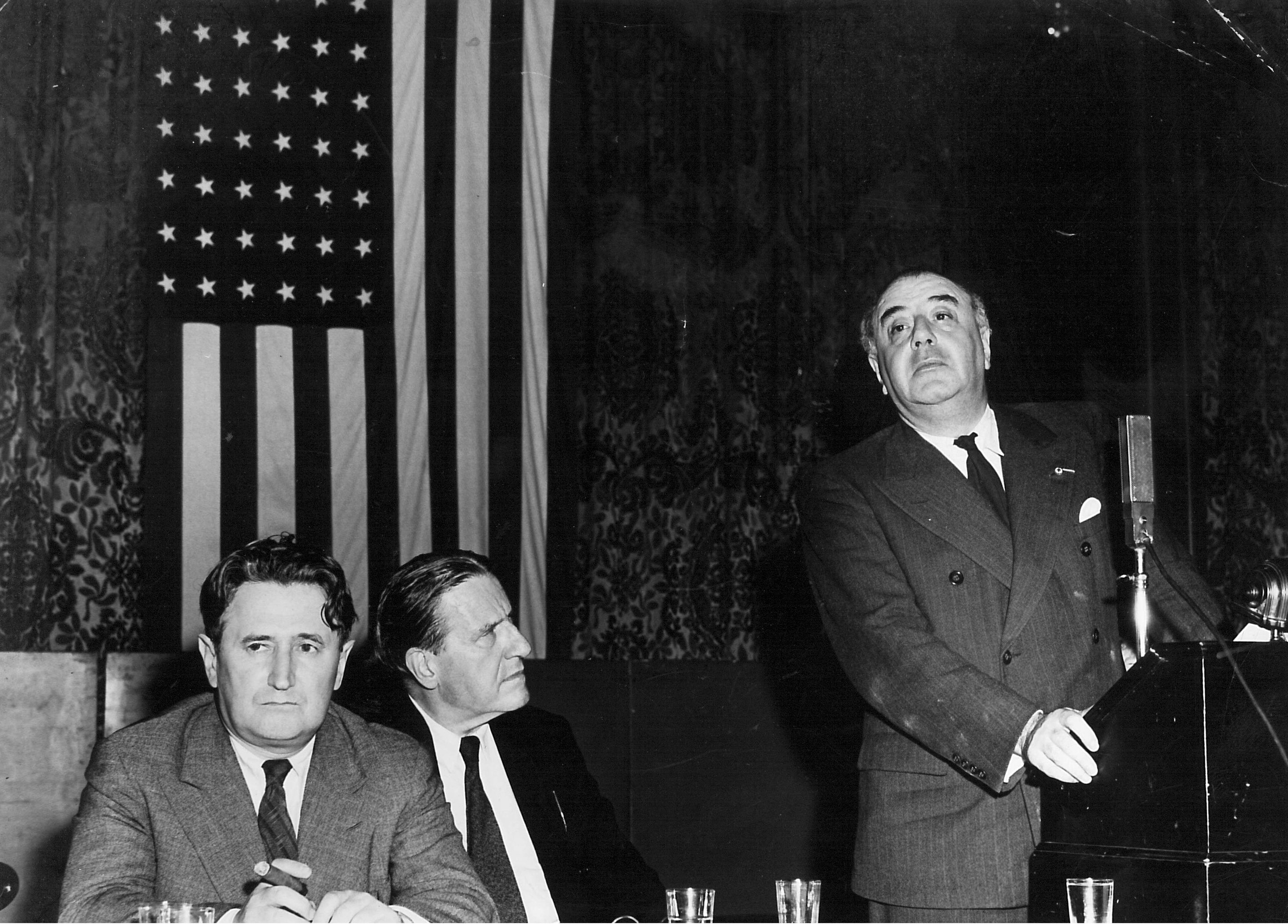
من اليسار إلى اليمين: ناحوم جولدمان، ستيفن ويز والمحامي الفرنسي هنري تورس (يتكلم) في اجتماع لمؤتمر اليهودي العالمي في مدينة نيو يورك، 7 حزيران / يونيو 1942.

تحت رعاية المؤتمر اليهودي العالمي تم تأسيس 18 لجنة في الولايات المتحدة تشمل على مندوبين مبعدين للجاليات الأوروبية اليهودية تحت السيطرة النازية. وكانت اللجان مكونة في نموذج الحكومات الجالية وكانت مهامهن إعطاء الدعم المادي والمعنوي لليهود في هذه البلدان ولصياغة حطة للمطالبات اليهودية بعد الحرب. وكل اللجان التمثيلية معا شكلت المجلس التشاوري لشؤون يهود أوروبا الذي تم تأسيسه في المؤتمر في مدينة نيو يورك في حزيران / يونيو 1942.
.
```
ورفع المؤتمر اليهودي العالمي مطالبات من أجل اللاجئين اليهود وحثت بالمنظمات اليهودية في الولايات المتحدة للعمل من أجل رفع كوتا الهجرة للاجئين يهود الهاربين من الاضطهاد النازي. وفي 1940 وعد الجنرال 
شارل ديغول
 زعيم الحكومة الفرنسية بالجالية المؤتمر اليهودي العالمي أن كل الإجراءات التي اتخذت ضد اليهود من قبل نظام فيشي تكون مرفوضة مع تحرير فرنسا. .
[
37
]
```

وخلال أواخر 1941 وأوائل 1942 تسلم ديبلوماسيون وصحفيون غربيون أنباء مختلفة في موضوع المجازر التي ارتكب النازيون ضد آلاف كثيرة من اليهود في بولاندا وروسيا المحتلتين حيث كان من الصعب إثبات الأنباء.

## برقية ريجنير
وفي 11 آب / أغسطس بعث ممثل المؤتمر اليهودي العالمي في جنيف جرهارت ريجنير برقية لنائب القنصل الأميركي في جنيف معلما دول التحالف للمرة الأولى بأن النازيين يحططون ما يسمى الحل النهائي لإبادة جميع اليهود في المناطق التي احتلوها الألمان. .
وقد تسلم ريجنير هذه المعلومات من الرجل الصناعة الألماني أدوارد شولتيه. والبرقية تنص كما يلي:
لقد تسلمت أخبار مرعبة بشأن حطة توجد تحت مباحثات عند مقر الفوهرر لإبادة طفرة واحدة جميع اليهود في المناطق التي تكون تحت سيطرة ألمانيا الذين يبلغ عددهم ثلاثة أو أربعة ملايين، بعد إجلاءهم وحشدهم في الشرق وبهذا حل المسألة اليهودية نهائيا «شحطة» الحملة محططة للحريف والأساليب في البحث تشمل على حامض هيدروسيان. «شحطة» ”

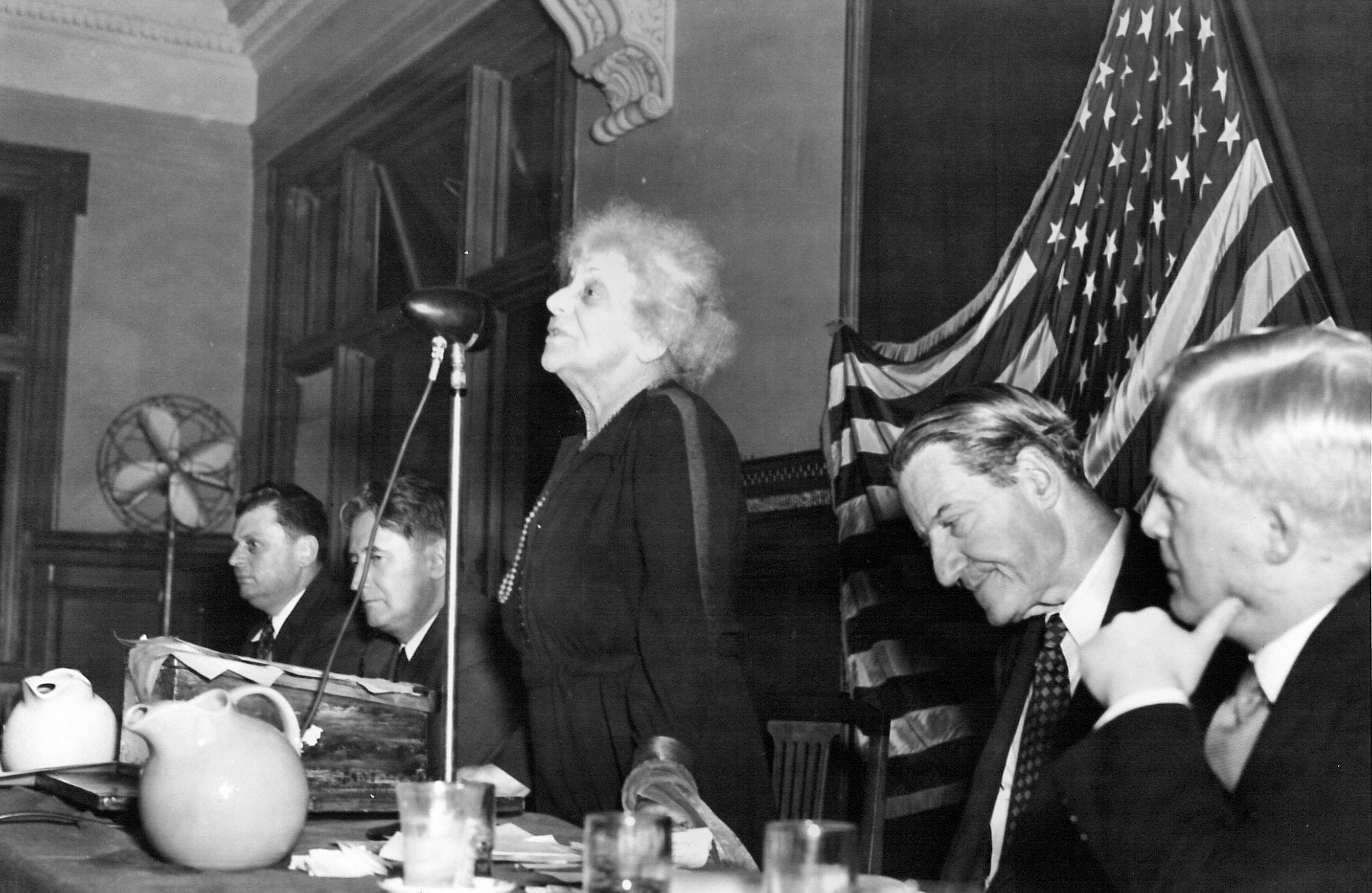
لويس واترمان ويز, نشيطة يهودية وعقيلة رئيس المؤتمر اليهودي العالمي ستيفن س. ويز تخاطب أمام المؤتمر الطارئ بشأن الحرب للمؤتمر اليهودي العالمي في أتلانتيك سيتي, تشرين الثاني / نوفمبر 1944

وبعد أسابيع قليلة في 28 آب / أوغسطس 1942 تسلم رئيس المؤتمر اليهودي العالمي ستيفن س. ويز رسالة ريجنير المرعبة. . ولكن الناس لم يصدقوا الأنباء في برقية ريجنير بالرغم من الدلائل القائمة لإعدامات جامعية . فاعتبرتها وزارة الخارجية الأميركية بأنها «إشاعات شاذة موقودة بخوف يهودي» بينما رفضت وزارة الخارجية البريطنية إرسال البرقية في الوقت الراهن ودعت للتحقيق في اتهامات أول شيء. وفي 25 تشرين الثاني / نوفمبر فقط أتيح للمؤتمر اليهودي العالمي أن يخبر العالم بهذه الأنباء. .
وفي 28 تموز / يوليو 1942, اشترك 20000 شخصا في مظاهرة نظمها المؤتمر اليهودي العالمي تحت عنوان "أوقفوا هتلر ألآن في ماديسون سكوير جاردين في نيو يورك. وبعد تسعة أشهر في الأول من آذار / مارس 1943 22000 شخصا ملؤوا نفس القاعة و15000 وقفوا خارج القاعة في اجتماع حاشد خاطب خلاله ويز، حييم ويتسمان ورئيس بلدية نيو يورك فيورلو لاجوارديا. . رغم ذلك لم تنتبه الحكومة الأميركية إلى الدعوات لإنقاذ يهود أوروبا. ففي أوائل 1944 أكد وزير المالية هنري مورجنتاو أمام الرئيس فرانكلين د. روزفيلت أن "مسؤولين معينين في وزارة خارجيتنا" فشلوا حين كان من واجبهم "منع إبادة اليهود في أوروبا التي يسيطر عليها الألمان".

## جهود لإنقاذ
خلال الحرب طالب المؤتمر اليهودي العالمي من حكومات التحالف أن تعطي تأشيرات دخول للاجئين يهود من أوروبا ولضمن أعادة حقوق الأقليات اليهودية في المناطق المحررة من قبل قوات التحالف. . وبالرغم من معارضة وزارة الخارجية أتيح للمؤتمر اليهودي العالمي من جهة وزارة المالية برئاسة هنري مورجنتاو لنقل أموال لأوروبا لإنقاذ ومساعدة اليهود المضطهدون. وحسب تقرير لريجنير هذه الأموال ساعدت بنقل 1350 طفلا يهوديا من البلدان المحتلة إلي سويسرا و70 ولدا لإسبانيا .
ولكن في مؤتمر برمودا لشؤون اللاجئين في 1943, رفضت الولايات المتحدة وبريطنيا تسهيل سياسة المهاجرة ولو لفلسطين التي كانت تحت انتداب بريطني. وكان رد فعل المؤتمر اليهودي العالمي شديدا. ." ولكن في كانون الثاني / يناير 1944 فقط أمر الرئيس فرانكلين د. روزفيلت بإقامة لجنة لشؤون لاجئي الحرب التي كانت مهمتها "إنقاذ ضحايا اضطهاد العدو الذين في خطر الموت الوشيك". ".
```
وحاول أيضا المؤتمر اليهودي العالمي – عموما بلا نجاح – إقناع اللجنة الدولية للصليب الأحمر لعمل أكثر فعالا تجاه الألمانيين، وطالبها بأن يضمن مقام الأسرى المدنيين حسب معاهدة جنيف الثالثة بشأن أسرى الحرب من أجل اليهود في الغيتوهات ومعسكرات الحشد مما يجعل الصليب الأحمر مكلف لإعطائهم المعونة. ورغم ذلك أصر الصليب الأحمر على موقفه "بأنه غير قادر أن يضغط على حكومات" وبأن نجاحه "يعتمد على نجاحات مكتومة وودية". ."
[
47
]
```

## رسالة لوزارة الخارجية الأميركية

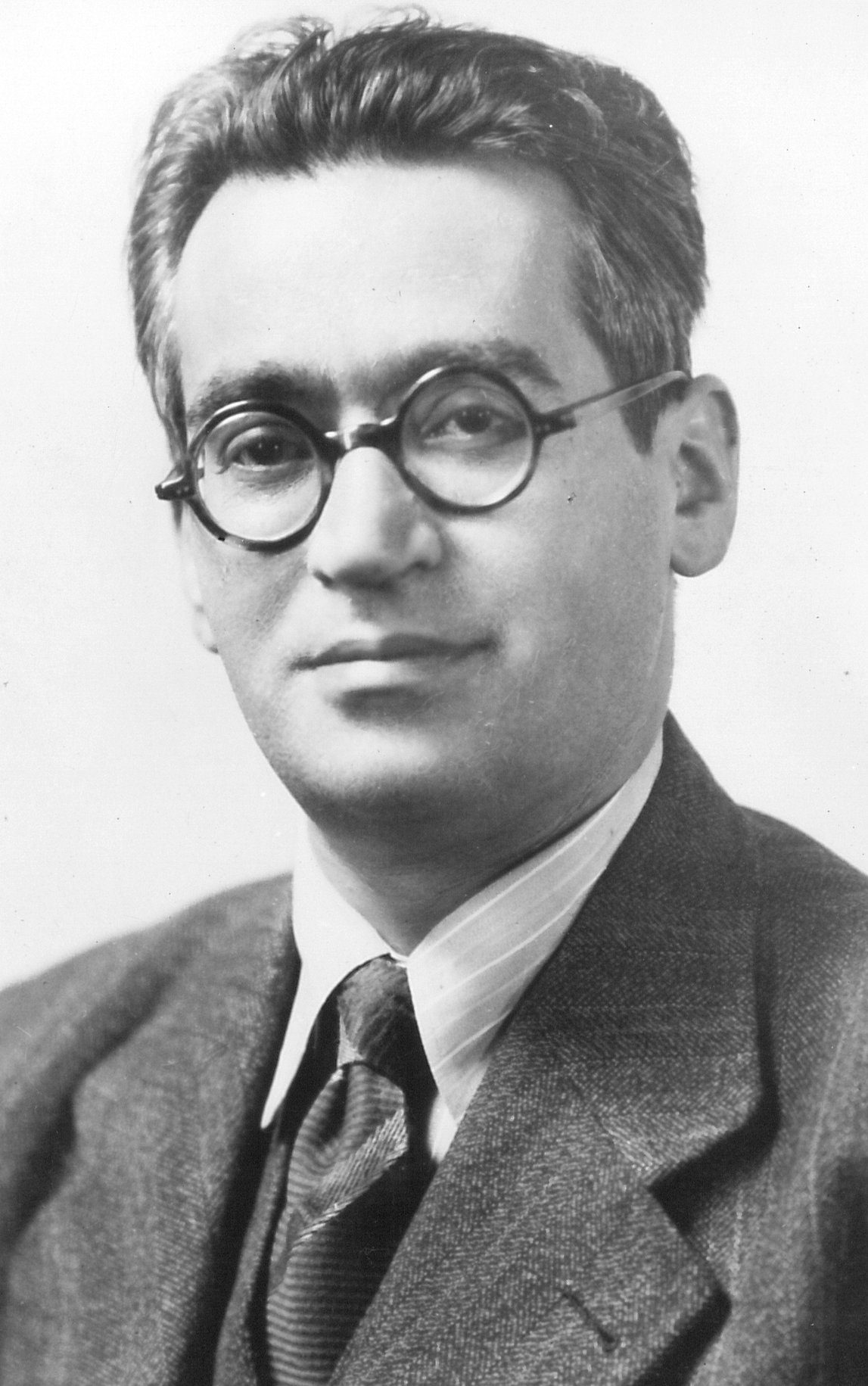
A. Leon Kubowitzki

وفي 9 آب / أغسطس 1944 أ. ليؤون كوبوويتزكي (المسمى فيما بعد أرييه ليؤون كوبوفي) رئيس قسم الإنقاذ في المؤتمر اليهودي العالمي نقل رسالة من ارنست فيشر قنصل الدولة التشكوسلوفاكي إلي وزارة الخارجية الأميركية يطالب تدمير غرف الغاز وقصف السكك الحديدية إلى أوشفيتس. فرفض نائب وزير الحرب جون ج. مككلوي الاقتراح كاتبا إلى كوبوفي بأن الاستجابة إلى مطالباته تعني ترك المهام الأصلية للقوات.
."
```
 مندوبون بريطنيون في الجمعية العامة للمؤتمر اليهودي العالمي مونترو، سويسرا 1948, الثاني من اليمين رئيسة الفرع البريطني للمؤتمر اليهودي العالمي ستيلا إيساكس المركيزة من ريدينغ.]] في تسرين الثاني / نوفمبر 1944, في مؤتمر طارئ على شأن الحرب في 
أتلانتيك سيتي
 عرض المؤتمر اليهودي العالمي بالتفاصيل برنامج للفترة ما بعد الحرب، التي تشمل على دعوة لتعويض من قبل ألمانيا لليهود واستغلال الممتلكات اليهودية التي لم يكن لها وارثون في إعادة تأهيل اليهود. وأيضا في هذا المؤتمر ستيفن س. ويز انتخب رئيسا للمؤتمر اليهودي العالمي. فتقرر على جباية 10 ملايين دولار للإغاثة وللعمل السياسي في أنحاء العالم. وأيضا نشرت وكالة الأنباء JTA المعلومات التالية: 
```

"في الجلسة الخاتمة لمؤتمر تقرر بأن المؤتمر يأسس مصلحة لعمل اجتماعي تساعد إعادة بناء الحياة الروحية والثقافية لليهود في البلدان المحررة. وفي قرر آخر أعرب المؤتمر عن شكره لحكومات إسبانيا السويد سويسرا والفاتيكان على الحماية التي أعطوا لليهود تحت ظروف صعبة في أوروبا التي كانت تحت سيطرة ألمانيا. ففي نفس الوقت أعرب عن ندمه من عدم العمل على بدل مواطني المحور التي كانوا في دول الأمم المتحدة باليهود في الغيتوهات وفي المعسكرات.

## لقاء ممثل المؤتمر اليهودي العالمي مع زعيم ال-اس.اس. هينريخ هملر
ففي شباط / فبراير 1945 قام رئيس المكتب السويدي للمؤتمر اليهودي العالمي هيلل ستورتش باتصال عبر وسيط مع رئيس الاس.اس. هينريخ هملر 
```
ففي نيسان / أبريل نوربرت ماسور من الفرع السويدي للمؤتمر اليهودي العالمي اجتمع بهملر في هارتسفيلد حوالي 70 كم شمالي برلين. ووعدوا ماسور بأن يحفظ أمنه من قبل هملر. فبمساعدة هذه المحادثات تم إنقاذ 4500 امراة من معسكر رافنسبروك للنساء الواتي كانت نصف منهن يهوديات.
	
[
51
]
```

ألجهود بعد الحرب
ففي نهاية الحرب اشترك المؤتمر في الجهود لإعادة بناء الجاليات اليهودية في أوروبا والسعي لتحصيل تعويضات من ألمانيا وإعطاء مساعدة الذين نجوا الهولوكوست ومحاكمة القادة النازيين. فمن الجدير بالذكر أن المؤتمر اشترك في محاكمات نيورنبرغ لجرائم حرب.
22</ref>

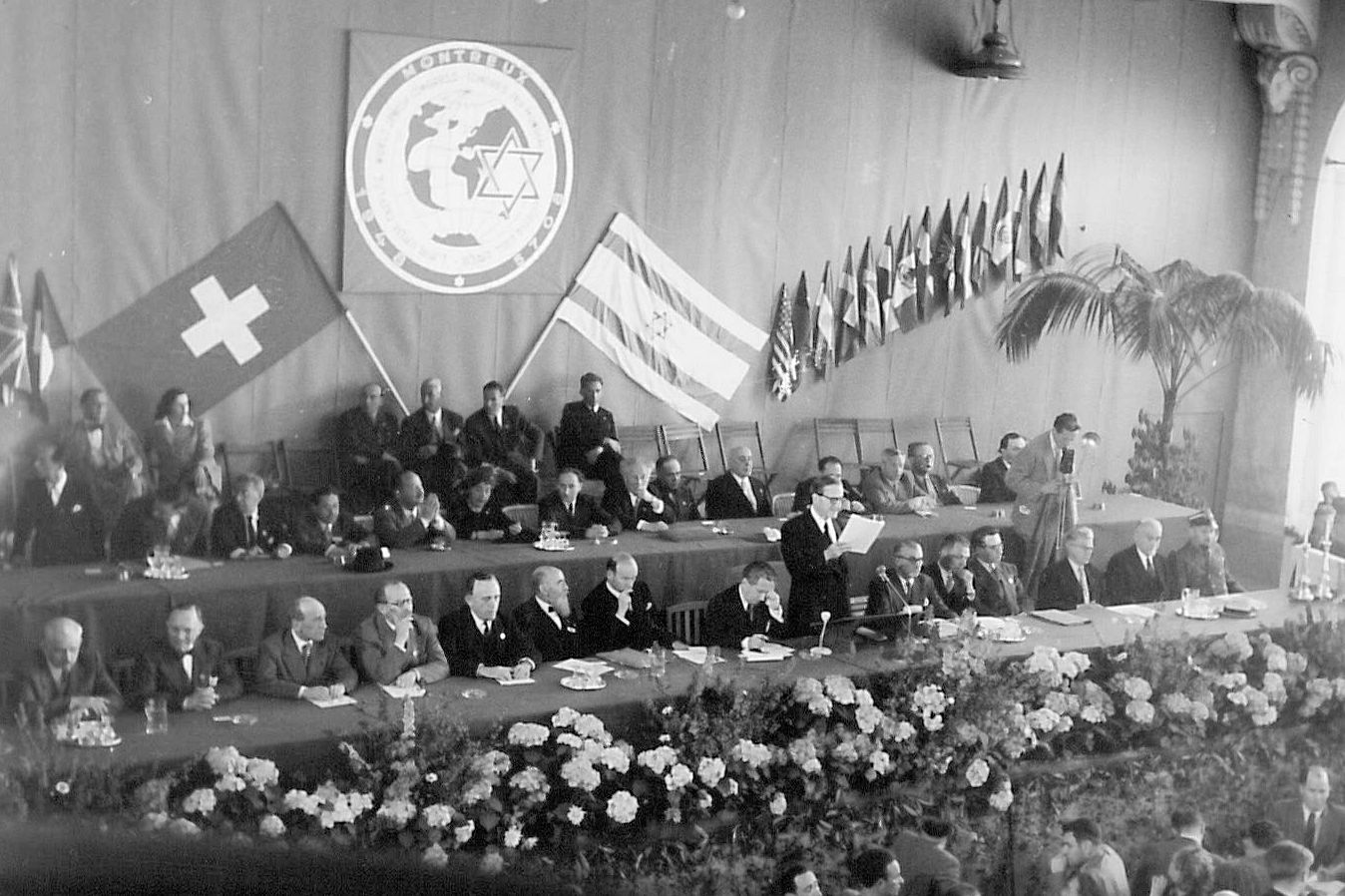
ستيفن ويز يلقي كلمة أمام الجمعية العامة للمؤتمر اليهودي العالمي في مونترو سويسرا آب / أغسطس 1948

 في 21 أيلول / سبتمبر 1946 استقبل البابا بيوس الثاني عشر السكريتر العام للمؤتمر ليؤون كوبوفيتسكي الذي استعرض الخسائر لليهود وشكر الكنيسة على المساعدة ل«شعبنا المضطهد». فوافق البابا على استنكار اللاسامية وكما طلب السكريتر مساعدة الكنيسة في إعادة أولاد يهود الذين أنقذتهم الكنيسة خلال الهولوكوست. .
والمؤتمر دعم أيضا تأسيس الامم المتحدة في 1945. ففي 1947 المؤتمر كان من أوائل المنظمات المدنية التي اكتسبت موقف تشاوري مع المجلس الاقتصادي الاجتماعي للامم المتحدة(ECOSOC)).
وفي 1947, حوالي 30,000 شخصا حضروا افتتاح المؤتمر اللاتينو اميركي للمؤتمر اليهودي العالمي في لونا بارك, بوينوس أيريس الأرجنتين. .

## المؤتمر اليهودي العالمي وإنشاء دولة إسرائيل
بالرغم من أن الهدف الرئيسي للمؤتمر كان المساعدة للجاليات اليهودية في أنحاء العالم أيد المؤتمر الصهيونية بصورة فعالة لبناء المأوى الوطني اليهودي في فلسطين. وكان ال"ييشوف" أي المجتمع اليهودي في فلسطين قد اشترك في الجمعية العامة للمؤتمر في 1936 حيث تقرر بأن من الضروري أن يعيشوا اليهود والعرب في إسرائيل في حالة من الاحترام المتبادل. ."
ففي 1946 في مذكؤة لللجنة الأنجلو-أميركية لبحث شؤون فلسطين صرح المؤتمر بأن يجب قيام دولة يهودية مستقلة في فلسطين. .”
كما قاموا رجال المؤتمر بمطالبة الدول العضوة في الأمم المتحدة أن تقبل الجمعية العامة بقرار رقم 181 من 1947 الذي دعا إلى إقامة دولة يهودية وبجانبها دولة عربية في فلسطين. ففي 15 أيار/ مايو 1948 يوم إعلان دولة إسرائيل طلب المؤتمر «التضامن اليهودي العالمي» مع الدولة اليهودية. وفي مونترو، سويسرا حضر مندوبون من 34 دولة في الجمعية العامة الثانية للمؤتمر اليهودي العالمي من 27 حزيران/ يونيو حتي 6 تموز / يوليو 1948. .

## المفاوضات مع ألمانيا على التعويضات
في 1949 دعا المؤتمر اليهودي العالمي حكومة ألمانيا الغربية للاعتراف في المسؤولية للجرائم النازية ضد اليهود. وفي 1950 اسس المؤتمر مكتب في فرنكفورت. وفي 1951 قام ناحوم غولدمان بناء على طلب من الحكومة الإسرائيلية بإنشاء «منظمة مؤتمر المطالبات» (Claims Conference).
).
ستيفن ويز ومندوبون في الجمعية العامة مونترو يونيو 1948]] في نفس العام في تصريح أقره البارلمان قام المستشار كونراد ادناور بالاعتراف بواجب ألمانيا لتعويض اليهود. .
ففي 10 أيلول / سبتمبر 1952 تم توقيع اتفاق بين كل من المؤتمر اليهودي العالمي وناحوم غولدمان رئيس الكليمس كونفرس وحكومة جمهورية ألمانيا الاتحادية (ألمانيا الغربية) فكان الاتفاق يحتوي على بروتوكولين. البروتوكول الأول دعا لتشريع قوانين تمنح التعويض لضحايا النازيين مباشرة حسب طلبات تأتي من الاضتهاد النازي والبروتوكول الثاني لدفع مبلغ 450 مليون مارك من أجل الإغاثة واعادة إسكان وإعادة تأهيل. كما تم توقيع اتفاقات مشابهة مع دولة إسرائيل.
حسب معطيات الكليمس كونفرس أكثر من 278,000 يهود الذين نجوا الهولوكوست تسلموا راتب لمدة الحياة بموجب قوانين التعويض الألمانية. فمجمل ما دفعت ألمانيا حسب طلبات اليهود 60 مليار دولار. .
وفي 1952, دعا المؤتمر اليهودي العالمي حكومة النمسا لكثف الجهود لإرجاع الأملاك اليهودية معدومة الوارث إلى أصحابها، فوافق المستشار ليؤوبولد فيغل. . ففي الجمعية العامة الثالثة في جنيف (4-11 آب / أغسطس 1953) انتحب ناحوم غولدمان رئيسا للمؤتمر اليهودي العالمي بعدما شغل منصب الرئيس بالنيابة.

## وصلات خارجية
- الموقع الرسمي